# Adolf X.
Adolf X. nach anderer Zählung Adolf XII. (* 1419; † 24. Mai 1474) war regierender Graf von Holstein-Pinneberg.
Er war der älteste Sohn von Otto II. von Holstein-Pinneberg und Elisabeth von Hohnstein. Er selbst war  mit Irmgard von Hoya (* 23. November 1414) verheiratet und starb 1474.
Adolf X. regierte Holstein-Pinneberg und die Stammgrafschaft Schaumburg zusammen mit seinem Bruder Erich von 1464 bis 1474. In der gemeinsamen Regierungszeit der beiden Brüder wurde mit dem Bau eines Schlosses in Pinneberg an Stelle der alten Burg begonnen. Es wurde erst im Stil der Gotik errichtet, später jedoch im Stil der Renaissance fertiggestellt.